# Filtro espejo en cuadratura
En procesamiento digital de señales, un filtro espejo en cuadratura (del inglés Quadrature mirror filter, QMF) es un filtro que divide la señal de entrada en dos bandas que posteriormente suelen ser submuestreadas por un factor 2. Además, ambas bandas (superior e inferior) de frecuencias se intercambian entre sí. Es decir, las frecuencias bajas se codifican como frecuencias altas y viceversa.
Los filtros {\displaystyle g[n]} y {\displaystyle h[n]} se relacionan mediante la siguiente fórmula:
{\displaystyle g[L-1-n]=(-1)^{n}\cdot h[n]}
donde {\displaystyle 0\leq n<L.}
Las frecuencias en la banda de transición se codifican en las bandas inferior y superior con diferentes amplitudes.
Muchas de las wavelets más comunes como las de Daubechies, Coifman, Mallat, etc. y sus funciones de generación de escala satisfacen una relación QMF.
- Datos: Q2699730